# Thunderbolt (Kennywood)
Pour les articles homonymes, voir Thunderbolt.
Thunderbolt sont des montagnes russes en bois du parc Kennywood, situé près de Pittsburgh, en Pennsylvanie, aux États-Unis.

## Historique
L'attraction a été construite à l'origine par John A. Miller en 1924, et son nom était Pippin. Le circuit a été agrandi par Andy Vettel pour la saison 1968, et l'attraction a été renommée Thunderbolt.
En 1974, The New York Times l'a qualifiée de « Montagnes russes ultimes » et de « Roi des montagnes russes ».

## Le circuit
Après avoir quitté la gare, le train ne monte pas immédiatement le lift hill comme sur la plupart des montagnes russes. Il se trouve au milieu du parcours. Ce sont des montagnes russes de type terrain, c'est-à-dire qu'elles ont été construites en fonction des pentes naturelles. Le parcours de Thunderbolt passe deux fois au-dessus et deux fois au-dessous de celui des méga montagnes russes Phantom's Revenge, construites en 2001.

## Récompenses et classements
Thunderbolt a reçu le statut de classique de l'association American Coaster Enthusiasts.
| Rang | 11 | 14 | 14 | 15 | 19 | 18 | 22 | 19 | 21 | 19 | 23 | 14 | 14 |

| Rang | 10 | 7 | 17 | 17 | 24 | 34 | 40 | 50 | 42 | 48 | 44 | 48 | 49 | 45 | 48 | 48 | 50 | 45 |

| Rang | 4 | - | - |

## Galerie

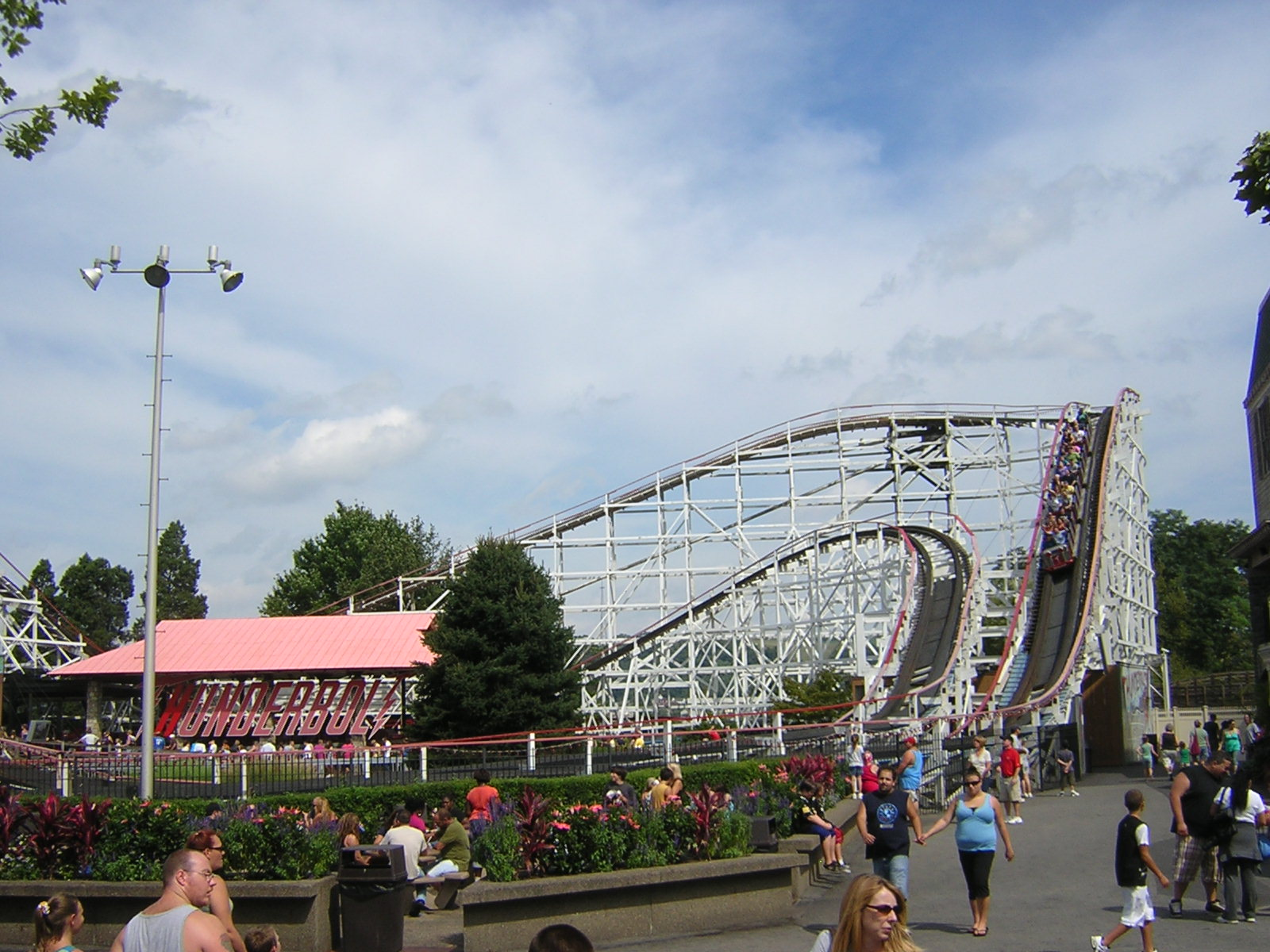
Le lift hill.
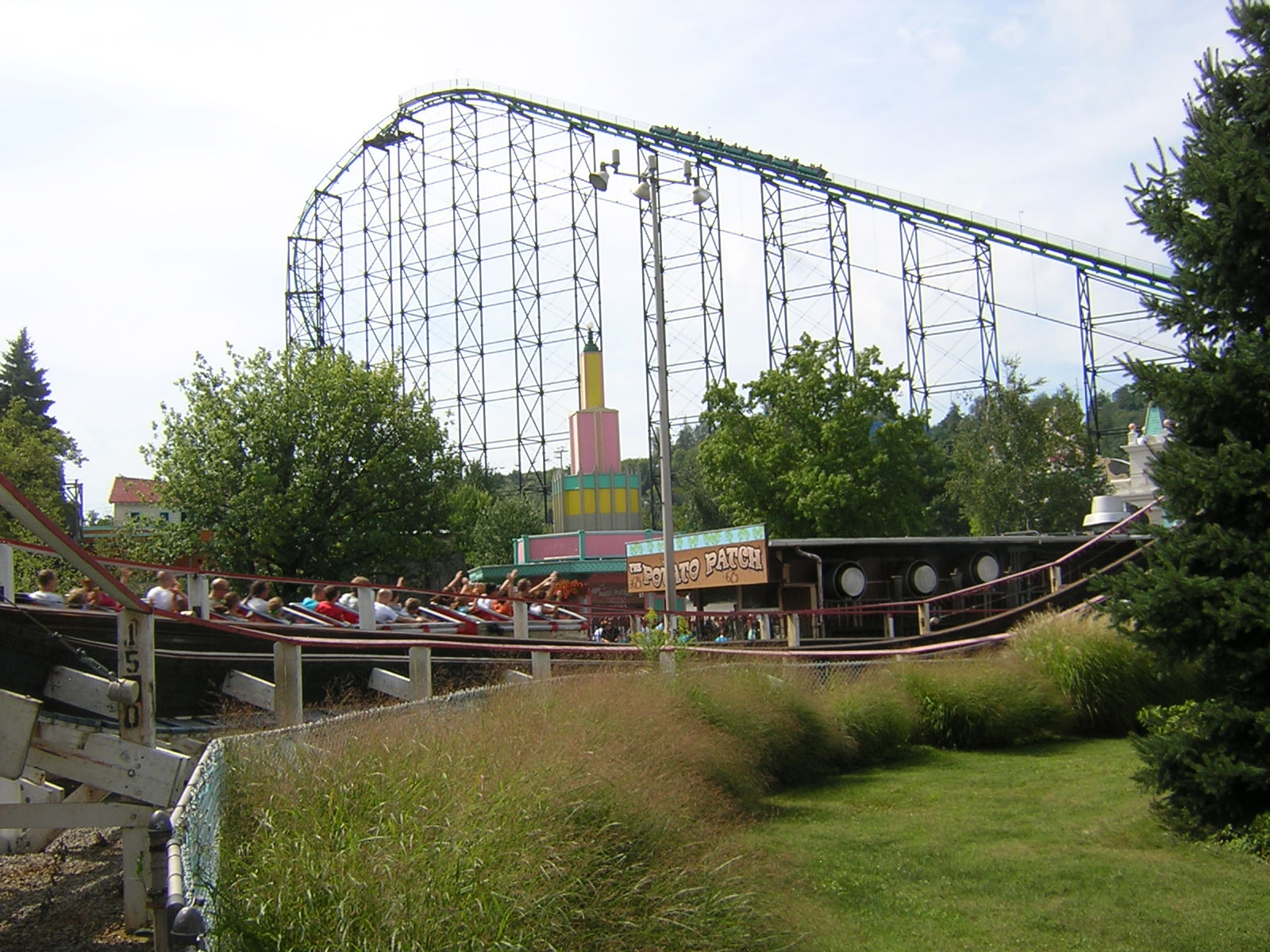
Phantom's Revenge en arrière-plan.
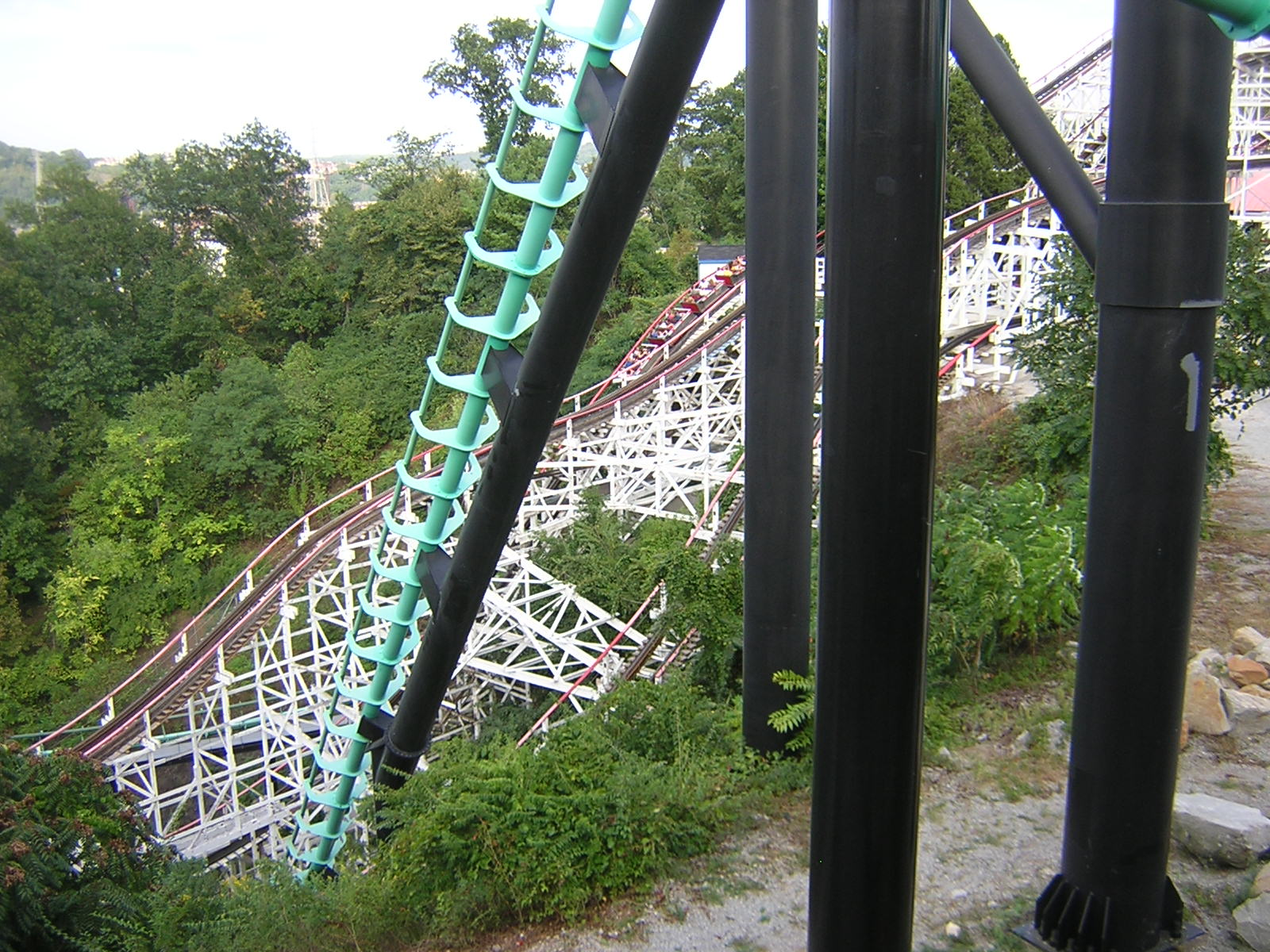
La descente de Phantom's Revenge.
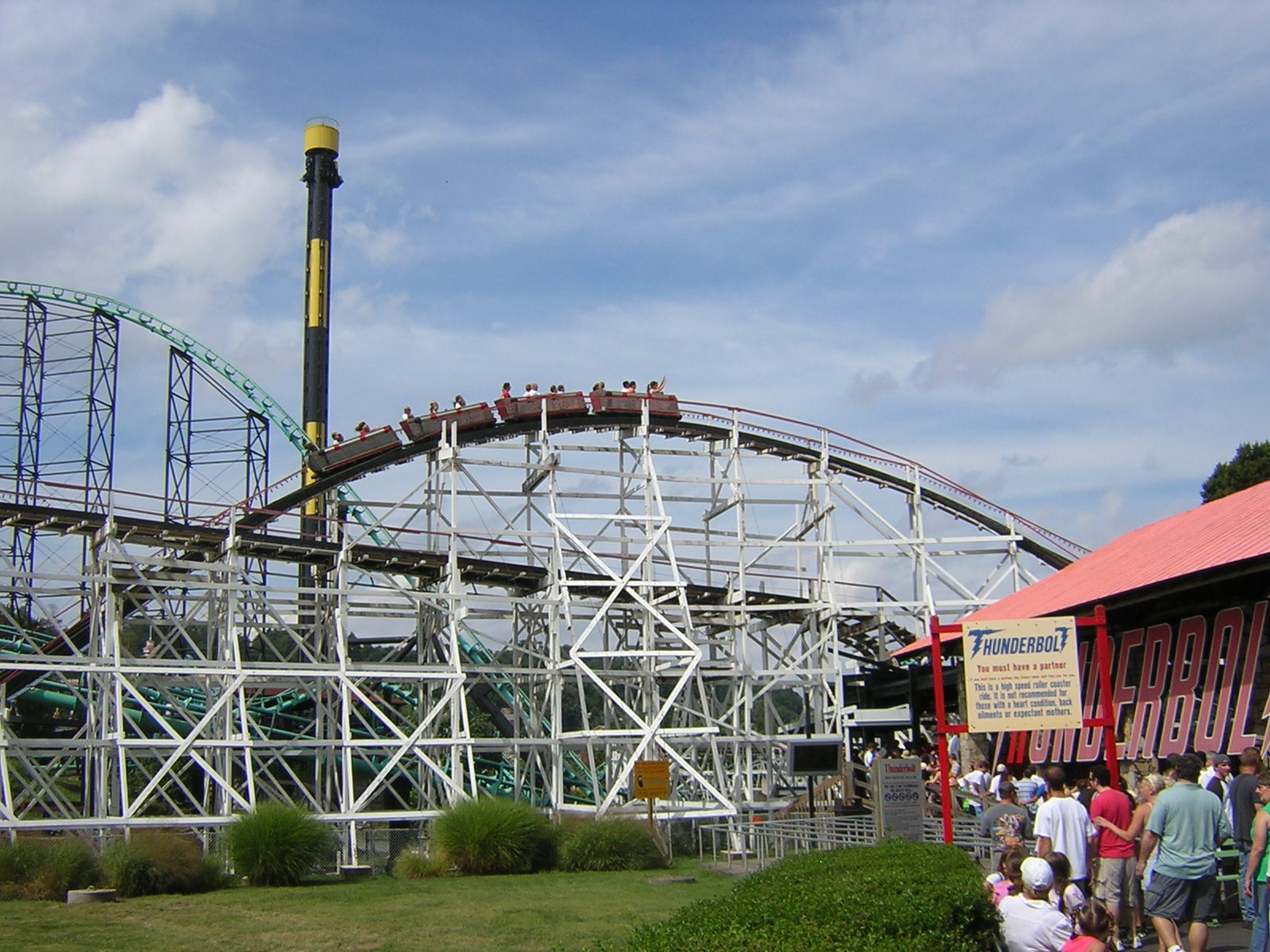